# Carmelites Tereses de Sant Josep
Les Germanes Carmelites Tereses de Sant Josep són una congregació religiosa femenina, institut de perfecció de dret pontifici fundat el 1878 a Barcelona (Catalunya). Les seves germanes posposen al seu nom les sigles C.T.S.J.
No s'han de confondre amb les Germanes Carmelites de Sant Josep, fundades en 1900 a Horta (Barcelona), ni amb les Carmelites Terciàries de Sant Josep fundades en 1916 al Salvador i conegudes també com a Germanes Carmelites de Sant Josep.

## Història
L'institut va ésser fundat per Teresa Toda i Juncosa i la seva filla Teresa Guasch i Toda, per tal d'acollir i educar nenes sense recursos. Teresa Toda s'havia separat del seu marit a causa del maltractament que li feia, marxant a viure sola amb la seva filla, a qui s'ocupà d'educar i formar cristianament. Va ésser llavors quan va prendre consciència de la importància d'aquesta formació i de les condicions de vida familiar en què ha de viure una nena perquè prengui consciència de la seva dignitat com a persona i se senti estimada i valorada. Per ajudar famílies sense recursos, va pensar de crear un col·legi-asil per a educar-hi nenes pobres o orfes o que, per les condicions de les seves famílies, tinguessin el risc d'ésser maltractades.
Amb aquest objectiu va crear una congregació religiosa amb l'ajut de la seva filla, Teresa Guasch, i el consell espiritual de Josep Caixal i Estradé, canonge de Tarragona i futur bisbe de la Seu d'Urgell. En 1868 van marxar a Barcelona on, amb Dolors Cotó i Caterina Pera, i no sense oposició inicial de les autoritats eclesiàstiques, van formar una primera comunitat, en una casa, el 22 de febrer de 1878, que va rebre el nom de Germanes Carmelites Tereses de Sant Josep, de carisme carmelità.
El 16 de setembre de 1883 van aprovar-se'n les primeres constitucions i Teresa, amb la seva mare i tres joves més (Caterina Pera, Maria Vallès i Rosa Capdevila), professaren com a germanes, prenent ella el nom de Teresa del Sagrat Cor de Maria. En 1885 van establir-se en una casa pròpia i de mica en mica la congregació es difongué per Barcelona, amb dues cases més, i Tarragona: el Catllar, Reus, el Morell, Garidells, Vallmoll i la Masó.
Quan morí Toda en 1898, Guasch va ésser elegida superiora general de la congregació, càrrec que tingúe fins a la seva mort. El 1902 va obtenir l'aprovació diocesana definitiva i el 1911 el decretum laudis pontifici. Va fundar noves cases: Roda de Berà (1902), Sabadell (1906) i Tarragona (1916). Des del 1912, però, estava malalta i de mica en mica va haver de deixar l'activitat.
La Guerra Civil espanyola va fer que moltes cases tanquessin i les germanes se'n dispersessin. El 1940, la congregació comença una nova etapa i tornen a obrir-se'n cases, pràcticament des de zero. En 1941 la congregación s'afilia a l'Orde dels Carmelites Descalços per decret del prepòsit general Pedro Tomás de la Virgen del Carmen.
El 1949 s'obren les primeres comunitats fora de Catalunya: Galícia, Lleó, Madrid i Biscaia, i més tard Valladolid, Burgos, Huelva, etc. També el 1949, al gener, parteixen les primeres germanes cap Amèrica, establint-se a la República Dominicana, a la que seguiran Xile i Colòmbia (1960), Estats Units (1967), Puerto Rico (1979), Mèxic (1985) i Cuba (2008). A l'Àfrica fundaren cases a Costa d'Ivori (1994) i Moçambic (2004).

## Activitat i difusió
Les Carmelites Tereses de Sant Josep es dediquen prioritàriament a l'ensenyament de nens i joves, per educar cristianament des de la infantesa en col·legis i escoles, i a l'acolliment de nens en cases-llar i internats, i de joves i treballadores sense recursos en residències. En terres d'Àfrica i Amèrica també participen en obres socials parroquials: promoció de la dona, alfabetització d'adults, millora de les condicions de sanitat i salut, etc. Com a comunitat, viuen conreant l'esperit evangèlic.
La casa mare es troba a Barcelona. En l'àmbit educatiu compten amb diversos col·legis: 
| Any  | Nom                           | Situació                |
| ---- | ----------------------------- | ----------------------- |
| ---- | Col·legi Sant Josep           | Reus (Catalunya)        |
| 1947 | Col·legi Santa Teresa         | Mora d'Ebre (Catalunya) |
| 1916 | Col·legi El Carme             | Tarragona (Catalunya)   |
| 1906 | Col·legi Jesús Salvador       | Sabadell (Catalunya)    |
| ---- | Col·legi San José             | Santurce (Espanya)      |
| ---- | Col·legi El Carmelo Teresiano | Madrid (Espanya)        |
| 1931 | Col·legi El Carme             | Lleida (Catalunya)      |
| ---- | Col·legi El Carmen Teresiano  | Bogotà (Colòmbia)       |

## Reconeixements
- Premi Conviure 2011 atorgat pel Parlament de Catalunya al Col·legi Jesús Salvador de Sabadell.[1]